# Hoje Macau
O Hoje Macau (em chinês: 今日澳門) é um dos três jornais diários publicados em língua portuguesa na Região Administrativa Especial de Macau (RAEM) da República Popular da China.

## História
A história começa com o Macau Hoje, fundado a 2 de julho de 1990. Ao longo dos anos, alvo de mais de uma dezena de acções judiciais, na sua maioria movidas pelo advogado Jorge Neto Valente, por alegadas violações da liberdade de imprensa e difamação, o Macau Hoje, dirigido por João Severino, acabou por ser multado e processado em 2001. Por isso, a publicação cessou devido a problemas financeiros. No mesmo ano, a propriedade do Macau Hoje foi transferida para a Fábrica de Notícias, Lda., e o seu nome em português alterado de Macau Hoje para Hoje Macau.
O conteúdo do jornal é preenchido principalmente com notícias locais, regionais e relacionadas com a lusofonia. Os seus leitores são principalmente residentes de Macau, oriundos da função pública, do meio empresarial e da comunidade portuguesa e macaense. Desde a transferência de propriedade do jornal, a propriedade do título pertence ao jornalista, poeta, escritor e editor português Carlos Morais José, sendo que a estrutura acionista é composta por outros indivíduos, cujos nomes nunca foram tornados públicos.
O jornal, considerado diário, não se publica aos sábados, domingos e feriados. Normalmente imprime 16 páginas durante a semana, sendo que às sextas-feiras ou em alturas especiais podem chegar a ser impressas 24 páginas. Todo o conteúdo do jornal é carregado no site oficial.
A partir de Maio de 2025 passou a ter uma edição totalmente a cores.

### Actual estrutura do jornal
Proprietário e Director: Carlos Morais José

Editores: João Luz e José C. Mendes

Redacção: Andreia Sofia Silva, João Santos Filipe e Nuno Wu

Secretária de Redacção e Publicidade: Madalena da Silva

Assistente de Marketing: Vincent Vong

Colaboradores: Amélia Vieira, Ana Jacinto Nunes, Anabela Canas, António Cabrita, António De Castro Caeiro, Duarte Drumond Braga, Emanuel Cameira, Gonçalo M. Tavares, Inês Oliveira, João Paulo Cotrim, José Simões Morais, Nuno Miguel Guedes, Paulo José Miranda, Paulo Maia e Carmo, Rosa Coutinho Cabral, Rui Cascais, Sérgio Fonseca, Teresa Sobral e Valério Romão

Colunistas: André Namora, David Chan, João Romão, Olavo Rasquinho, Paul Chan Wai Chi, Paula Bicho e Tânia Dos Santos

Grafismo: Paulo Borges e Rómulo Santos